# René Pétillon
René Pétillon (Lesneven, 12 dicembre 1945 – Parigi, 30 settembre 2018) è stato un fumettista francese.

## Biografia
La sua carriera comincia nel 1968 collaborando con la rivista Enrage Planet, in seguito ha lavorato con le riviste Vingt Ans, Penthouse et Plexus. Nel 1972 entra nello staff del Pilote e nel 1974 crea per la rivista il detective privato Jack Palmer le cui avventure sono di stile umoristico.
Dal 1993 lavora con il giornale Le Canard enchaîné sempre come fumettista.
Nel 2000 pubblica L'Enquête corse (l'indagine corsa) che tratta dei gruppi indipendentisti corsi. Il fumetto è stato un successo di critica e di pubblico, con 300 000 copie pubblicate in Francia più 30.000 in Corsica, dall'albo è stato tratto anche il film Il bandito corso interpretato anche da Jean Reno uscito nelle sale nel 2004.

## Premi
- Nel 1977 vince il premio per la miglior opera realistica francese al Festival d'Angoulême per l'album Le baron noir.
- Nel 1989 riceve il Grand Prix de la ville d'Angoulême.[2]
- Nel 2001 ottiene l'Alph-Art per il miglior fumetto francese al Festival d'Angoulême per l'albo L'enquête corse della serie Jack Palmer.
- Nel 2002 vince il Grand prix de l'humour vache al Salon international du dessin de presse et d'humour de Saint-Just-le-Martel.